# Будапештский университет технологии и экономики
Будапештский университет технических и экономических наук (венг. Budapesti Műszaki és Gazdaságtudományi Egyetem) — один из старейших технических вузов в Венгрии, а также в Европе. В университете работают около 1,100 сотрудников и учатся более 24 тысяч студентов, треть из которых приезжает учиться в Венгрию из-за границы. Ежегодно около 70 % дипломов инженеров по всей Венгрии приходятся на Будапештский университет технологии и экономики.

## История
Университет был основан императором Иосифом II в 1782 году под названием Institutum Geometrico-Hydrotechnicum («Институт геометрии и гидротехники»). Преподавательский состав был частично набран из рядов учителей «Горной школы» города Банска Штьявница, существующей с 1735 года.
В 1871 году вуз был переименован в «Королевский технический университет имени Иосифа» (Királyi József Műegyetem), а в 1934 году в «Венгерский королевский университет технологии и экономики имени Иосифа» (Magyar Királyi József Nádor Műszaki és Gazdaságtudományi Egyetem).
22 октября 1956 года студенты этого учебного заведения провели митинг, на котором сформулировали свои требования к правительству, в частности снос памятника Сталину, вывод из страны советских войск, созыв внеочередного партийного съезда, проведение свободных выборов.
До 1967 года в Будапеште действовали два технических университета, пока не были объединены под названием «Будапештский технический университет». Два года спустя после образования экономического факультета — в 2000 году — вуз приобрёл своё сегодняшнее название.

## Известные выпускники
- Денеш Габор — лауреат Нобелевской премии по физике в 1971 году.
- Джордж Олах — лауреат Нобелевской премии по химии в 1994 году.
- Дьюла Рабо — химик, лауреат премии Кошута.
- Альфред Хайош — архитектор и пловец.
- Теодор фон Карман — инженер и физик, специалист в области воздухоплавания.
- Петер Куцка — поэт и писатель. Лауреат государственной премии Венгрии им. Кошута.
- Эрнё Рубик — изобретатель объёмных головоломок.
- Имре Штейндль — архитектор.
- Бела Лайта — архитектор.
- Лео Силард — физик.
- Лайош Штейнер — шахматист.
- Ласло Худьец — архитектор.
- Балаж Балаж-Пири — график и карикатурист.
- Андраш Арато — инженер-электрик и модель, известный по интернет-мему «Гарольд, скрывающий боль».

## Известные преподаватели
- Дьёзё Земплен — физик.
- Дьёрдь Хайош — математик.
- Фридьеш Шулек — архитектор.